# 井田原開古墳
井田原開古墳（いだわらひらきこふん、開1号墳）は、福岡県糸島市志摩井田原にある古墳。形状は前方後円墳。史跡指定はされていない。

## 概要
福岡県西部、糸島半島中央部の丘陵上に築造された古墳である。墳丘は江戸時代の寺院建立等で大きく削平・改変が加えられている。かつて内行花文鏡・埴輪片が採集されたほか、2010年度（平成20年度）に発掘調査が実施されている。
墳形は柄鏡形に近い前方後円形で、前方部を南方に向ける。墳丘は後円部が2段以上（3段築成か）、前方部が1段以上（2段築成か）。墳丘長は約90メートル（推定復元）を測り、糸島地方では一貴山銚子塚古墳（糸島市二丈田中、103メートル）に次ぐ第2位の規模になる。墳丘表面では円筒埴輪（朝顔形埴輪含む）・形象埴輪（水鳥形・家形・器財形埴輪）のほか、葺石が検出されている。特に円筒埴輪のうちでは、畿内地方に特徴的で九州地方では珍しい鰭付円筒埴輪が含まれる点が注目される。主体部の埋葬施設は明らかでないが、竪穴式石槨と推定され、石室石材と見られる石が認められている。出土品としては、埴輪のほか前述の内行花文鏡が伝わる。
この井田原開古墳は、古墳時代中期の5世紀前半頃（または5世紀初頭頃）の築造と推定される。被葬者は明らかでないが、その規模から糸島地方の県主クラスの首長墓とする説がある。

## 関連文献
（記事執筆に使用していない関連文献）
- 『井田原開古墳 -福岡県糸島市志摩井田原所在の前方後円墳の発掘調査-（糸島市文化財調査報告書 第9集）』糸島市教育委員会、2012年。